# Francisco Hocquart
Francisco Hocquart (1801-1866) fue un inmigrante inglés radicado tempranamente en Uruguay.
Fue comerciante, industrial, hacendado y financista. En 1835 el diario "El Universal" señalaba la existencia de 19 saladeros en Montevideo y dos años después "El Defensor de las Leyes" hacía ascender la cantidad a 31. Hocquart era dueño de uno de los cuatro saladeros de cuero. En 1839, junto a Benjamín Poucel, introdujo un numeroso plantel de ovejas de la raza merino en su estancia de Rincón del Pichinango en el departamento de Colonia.
Fue dueño de importantes empresas financieras, siendo presidente del Banco Montevideano, uno de los habilitados a emitir billetes hasta que la ley N.º 2.480 del 4 de agosto de 1896 le otorgó el monopolio de la emisión al Banco de la República Oriental del Uruguay. Los billetes emitidos por el Banco Montevideano llevan su efigie. Junto a otros financistas, como José de Buschental, Samuel Lafone, el Banco Mauá y el gobierno de Francia, realizó préstamos al Estado, recibiendo a cambio prendas de parte de las rentas de las aduanas. En 1852 el Poder Ejecutivo declaró nulas las adjudicaciones de dichas rentas.
Residía en una quinta en el actual barrio montevideano de La Comercial.
Actualmente una calle de Montevideo lleva su nombre- el apellido solamente-